# Долженкова Євдокія Петрівна
Євдокія Петрівна Долженкова (8 серпня 1914 , Санкт-Петербург  — 10 червня 2001 , Майський, Курганська область ) — доярка радгоспу «Каргапольський» Каргапольського району Курганської області.

## Біографія
Народилася 8 серпня 1914 року в Санкт-Петербурзі в родині залізничника.
У 1921 році разом з сім'єю переїхала в Шадринськ, де закінчила початкову школу. 12-річною дівчинкою пішла у няньки, потім була робітницею.
У 1930 році закінчила курси кухарів і почала працювати на станції Твердиш, де йшло будівництво залізничної гілки Курган — Шадринськ. У 1932 році перейшла на роботу кухарем в їдальню радгоспу «Каргапольский». У 1936 році комсомольська організація направила її дояркою на молочно-товарну ферму «Лісне». Тут вона пропрацювала дояркою більше 30 років, а потім до виходу на пенсію доглядала за телятами. На роботі домагалася високих показників. В останні роки отримувала по 3200-3600 кілограмів молока від корови. А всього за роки роботи на фермі надоїла понад 2 мільйонів літрів молока.
Указом Президії Верховної Ради СРСР від 22 березня 1966 року за успіхи у розвитку тваринництва, збільшення виробництва молока Долженковій Євдокії Петрівні присвоєно звання Героя Соціалістичної Праці з врученням їй ордена Леніна і золотої медалі «Серп і Молот».
З 1968 року член КПРС.
Її обирали депутатом районної та обласної рад народних депутатів, членом обкому профспілки робітників і службовців сільського господарства. Вона брала участь у Всесоюзній нараді кращих тваринників у Москві.
Проживала у селищі Майському Майської сільради Каргапольского району Курганської області.
Померла 10 червня 2001 року.

## Нагороди
- Герой Соціалістичної Праці, 22 березня 1966 року
  - Медаль «Серп і Молот»
  - Орден Леніна

## Пам'ять
Меморіальна дошка на будинку, в якому вона проживала в селищі Майському. Відкрита 14 листопада 2014 року.